# Panasonic

Logo.

Panasonic (パナソニック Panasonikku) je mezinárodní obchodní značka, pod kterou japonská firma Panasonic Corporation prodává své výrobky z oblasti spotřební elektroniky. Vznikla ze značek Technics a JVC, náleží do Matsushita Electric Industrial Co Ltd. of Japan (MEI).[zdroj?] Firmu Matsushita založil Kónosuke Matsushita v roce 1918 v prefektuře Ósaka v Japonsku.

## Značky produktů
- Lumix – fotoaparáty
- Viera – televizory
- Diga – DVD přehrávače a rekordéry
- Car-Systems – autoelektronika
- Strada – navigace

## Prvenství
V roce 2010 přichází Panasonic jako první na trh s plazmovou 3D televizí.

## Sponzorství

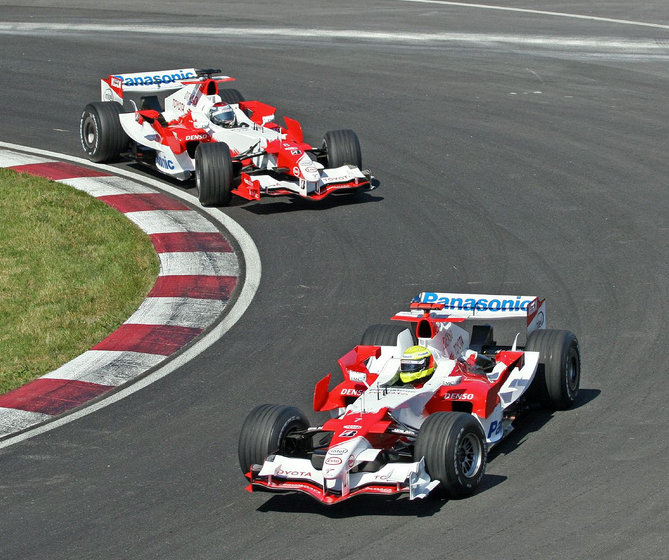
Panasonic byl hlavním sponzorem již neexistující stáje Toyota F1.

Panasonic byl hlavním sponzorem již neexistující stáje Toyoty v závodech Formule 1 (Toyota F1), také známé jako Panasonic Toyota Racing'. Hiro Matsushita, vnuk zakladatele společnosti, je bývalým automobilovým závodníkem, který je stále činný v oblasti automobilismu.
Panasonic je oficiálním partnerem a sponzorem Major League Soccer.
Panasonic vlastní fotbalový tým japonské hlavní ligy J. League, jeho název je Gamba Osaka.
Panasonic sponzoruje Sterling Marling v sérii poháru Nextel Cup.
Panasonic je hlavním sponzorem roku 2007 ve World Solar Challenge.
Panasonic byl hlavním sponzorem olympijských her v roce 1988 a byl oficiálním partnerem pro LOH 2008.

## Obrázky výrobků

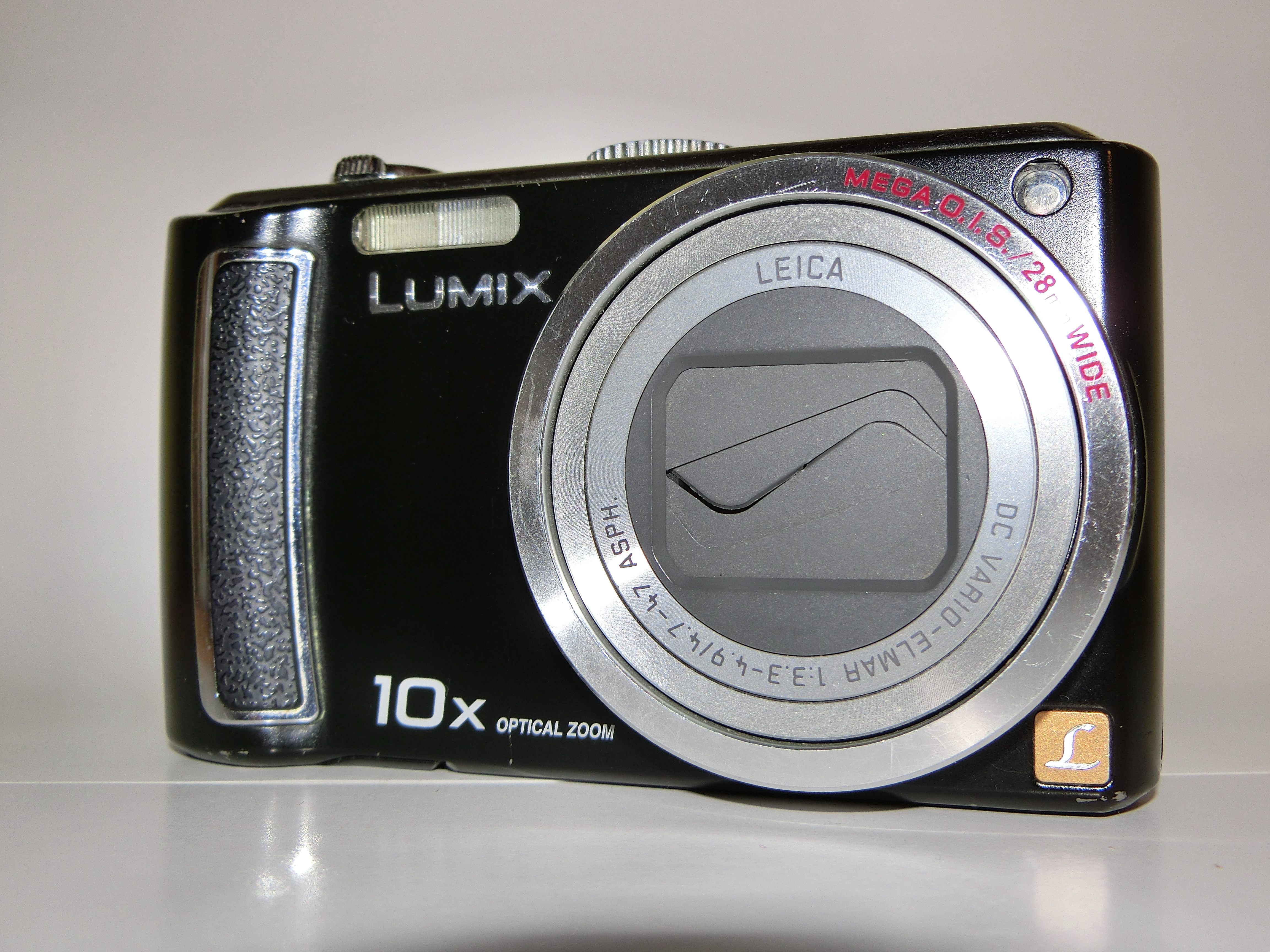
Panasonic Lumix DMC-TZ5. Uveden na trh v roce 2008. 9,1 Mpx a 10× optický zoom
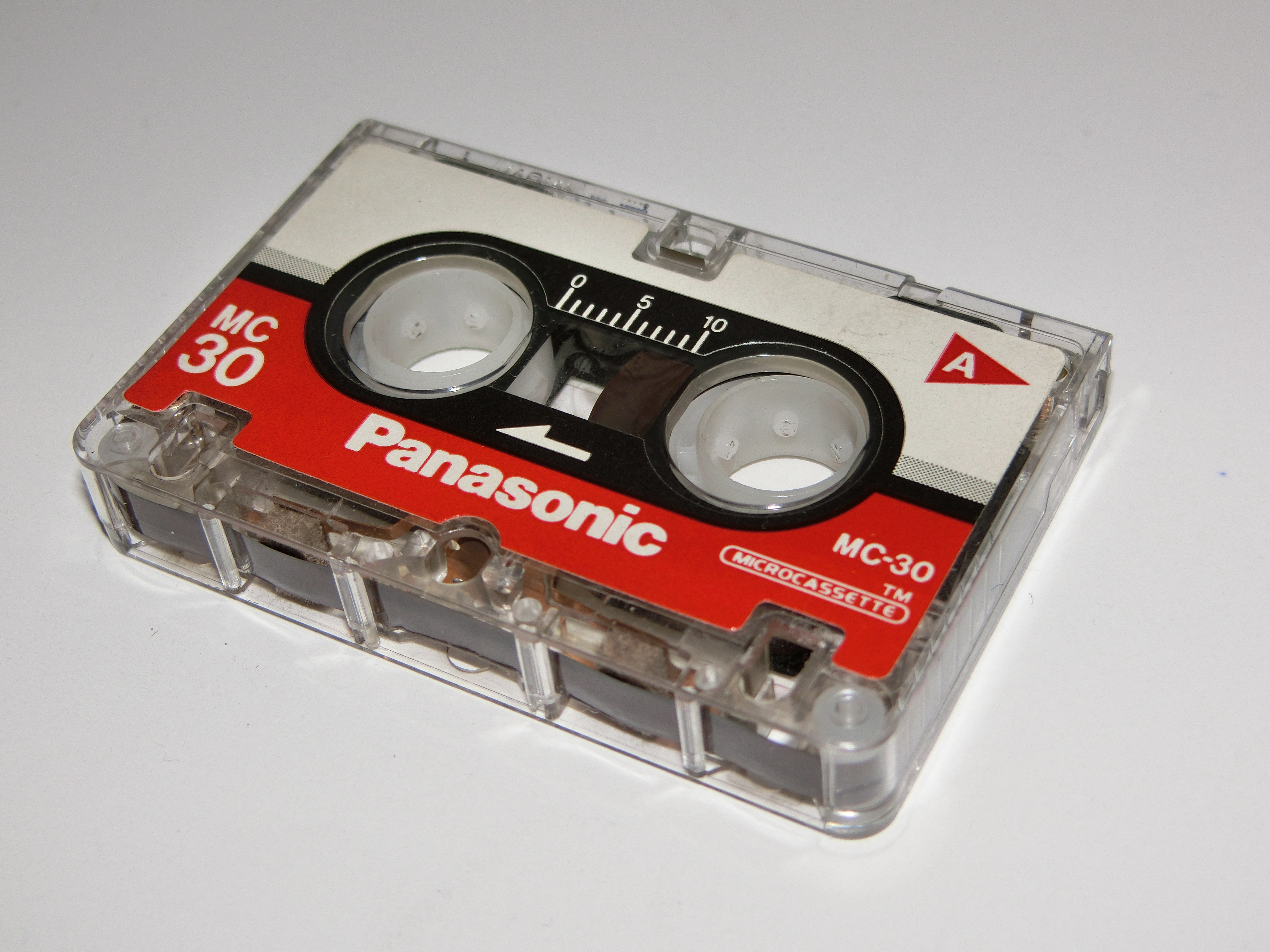
Mikrokazeta Panasonic o délce MC-30
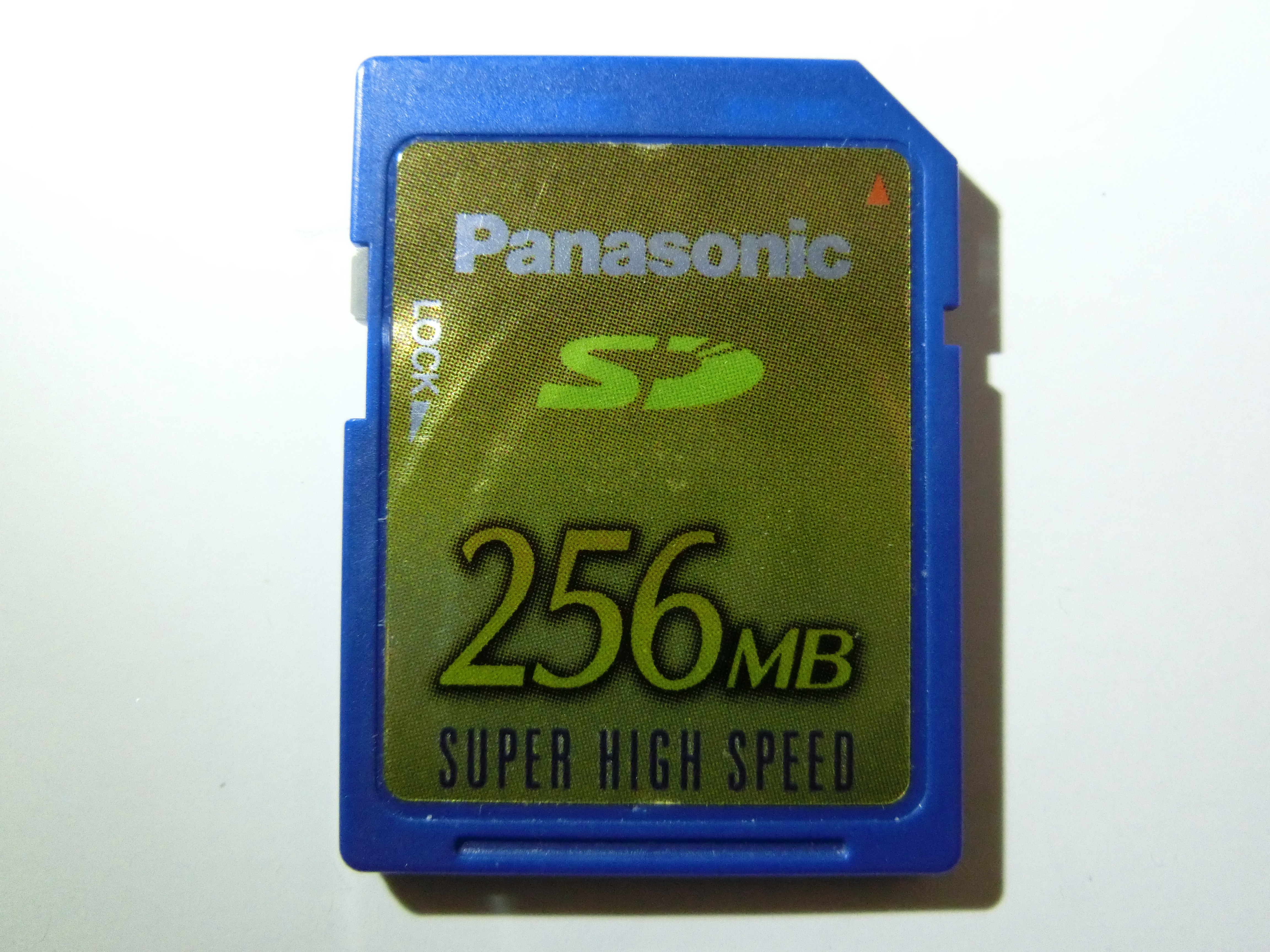
Paměťová SD karta Panasonic o kapacitě 256 MB